# Euopius efis
Euopius efis är en stekelart som beskrevs av Fischer 1980. Euopius efis ingår i släktet Euopius och familjen bracksteklar. Inga underarter finns listade i Catalogue of Life.